# Lord of the Rings: Journey to Rivendell
«The Lord of the Rings: Journey to Rivendell» — видеоигра, которую планировалось выпустить зимой 1983 года. Parker Brothers собирались опубликовать ее и рекламировали в своих каталогах 1982 и 1983 годов как игру, которая будет выпущена на компьютерах «Atari 2600» и «Atari». Игра первоначально рекламировалась под названиями «Lord of the Rings» и «The Lord of the Rings — I». Она описывалась как приключение по путешествию Фродо из Шира к Вратам Мории, позже описание было изменено в каталоге видеоигр Parker Brothers 1983 года: конечной точкой приключения стал Ривенделл. В том же каталоге игра была названа «Властелин колец: Путешествие в Ривенделл», что стало её последней рекламой. Игра так и не была выпущена.
Почти через двадцать лет после того, как игра была впервые анонсирована, за несколько недель до долгожданного выхода первого фильма кинотрилогии, бывший сотрудник Parker Brothers передал прототип игры оператору веб-сайта AtariAge. Игра была довольно сложной и казалась завершённой.
В конце концов был обнаружен второй прототип игры, помеченный как «WIP .17». Менее десяти байт данных отличают его от первого прототипа, который был помечен как «LOTR». Прототип LOTR, как полагают, является более доработанной версией. По достижении Ривенделла в них играют разные мелодии победы; отмечается, что в прототипе WIP .17 мелодия звучит значительно хуже. В прототипе WIP .17 назгулы быстрее с левым переключателем сложности, установленным на B. Однако игрок получает бонусное очко за игру с переключателем, установленным на A. В прототипе LOTR и более быстрый назгул, и бонусное очко относятся к уровню сложности А.